# Alcide Dessalines d'Orbigny
Alcide Charles Victor Marie Dessalines d'Orbigny (Couëron, 6 settembre 1802 – Pierrefitte-sur-Seine, 30 giugno 1857) è stato un naturalista francese.
Fu il fondatore della micropaleontologia.

## Biografia
Alcide nacque in una famiglia di viaggiatori e amanti delle scienze naturali. Il padre Charles-Marie, impiegato in marina come medico, trasmise al figlio l'entusiasmo per la biologia, la zoologia e la botanica. Nel 1820, la famiglia si trasferì a La Rochelle; in questa città culturalmente attiva e sul mare Alcide avrebbe trovato tutti i mezzi per coltivare i propri interessi.
La sua prima passione furono gli animali microscopici che egli stesso denominò foraminiferi. La sua prima opera, su questo argomento, viene oggi considerata il fondamento della moderna scienza della micropaleontologia; tra l'altro, in essa descriveva oltre mille specie di foraminiferi, ponendo le basi su cui si fonda tuttora la loro classificazione.
L'opera sui foraminiferi destò l'interesse di importanti scienziati dell'epoca, in particolare Georges Cuvier, e valse ad Alcide un ingaggio da parte del Museo di storia naturale di Parigi. Con i fondi del museo, egli partì per una missione che dal 1826 al 1833 lo vide toccare Brasile, Argentina, Paraguay, Cile, Perù e Bolivia. In queste regioni, già esplorate da altri celebri naturalisti (per esempio Alexander von Humboldt e Aimé Bonpland), Alcide fece nuove scoperte, pubblicando per il Museo numerosi articoli di botanica, zoologia, geografia, geologia ed etnografia.
Al suo ritorno in Francia, Alcide iniziò a specializzarsi in paleontologia e stratigrafia. Divenne professore del Museo di storia naturale, che per suo merito aprì una sezione paleontologica (1853). Nella sua carriera ottenne numerosi altri riconoscimenti, tra cui il cavalierato della Légion d'honneur e dell'Ordine di San Wladimir di Russia e l'onorificenza di ufficiale della Legion d'onore della Repubblica di Bolivia. Fu presidente della Société géologique de France.
Morì a 54 anni.

## L'eredità
Oltre ad aver fondato la micropaleontologia, d'Orbigny lasciò attraverso la sua opera un immenso corpus di conoscenze scientifiche in una quantità di settori. Attraverso la micropaleontologia applicata ai foraminiferi, fornì importanti indicazioni sui cambiamenti climatici della Terra in epoca preistorica. Fu un precursore della biogeografia e formulò la prima ipotesi di scala geologica dei tempi. Nei suoi viaggi classificò oltre 100.000 specie. Con le sue osservazioni nei campi della stratigrafia e della micropaleontologia contribuì sia alla tecnica della ricerca del petrolio che alla costruzione del tunnel sotto la Manica. Infine, le opere scritte in Sud America sono ricche di indicazioni antropologiche ed etnologiche

## Opere
- 1826. Tableau méthodique de la classe des Céphalopodes. Annales de Sciences naturelles.
- 1834. Notice sur un nouveau Cétacé des rivières du centre de l'Amérique méridionale. Nouvelles Annales du Muséum d'Histoire naturelle, 3 : 28-36.
- 1835. Synopsis terrestrium et fluviatilium molluscorum, in suo per Americam meridionalem itinere. Magasin de zoologie, classe V, 61-62 : 1-44. (leggere in linea)
- 1835-1847. Voyage en Amérique méridionale. Pitois-Levrault, Paris (9 tomes, 11 volumes).
- 1837. Mémoire sur des espèces et sur des genres nouveaux de l'ordre des Nudibranches observés sur les côtes de France. Magasin de zoologie, classe V, 1-16, pl. 102-109.
- 1839.  L'homme américain (de l'Amérique méridionale) considéré sous ses rapports physiologiques et moraux, vol. 1, Paris, pitois-Levrault, 1839.
- 1839.  L'homme américain (de l'Amérique méridionale) considéré sous ses rapports physiologiques et moraux, vol. 2, Paris, pitois-Levrault, 1839.
- 1842-1860. Paléontologie française. Paris, ~4000 p., 1440 pl. lith. (9 tomes).
  - (FR) Alcide d'Orbigny, Paléontologie française. Description zoologique et géologique de tous les animaux mollusques & rayonnés fossiles de France, vol. 3, 1843. URL consultato il 26 agosto 2013.
  - 1840-1842. Céphalopodes crétacés.
  - 1842-1843. Gastéropodes crétacés.
  - 1842-1851. Céphalopodes jurassiques.
  - 1843-1848. Lamellibranches crétacés.
  - 1847. Supplément aux Céphalopodes crétacés.
  - 1848-1851. Brachiopodes crétacés.
  - 1851-1854. Bryozoaires crétacés.
  - 1851-1860. Gastéropodes jurassiques.
  - 1854-1860. Echinodermes crétacés.
- 1849-1852. Cours élémentaire de paléontologie et de géologie stratigraphiques, 1146 p., 628 figs. (3 vol.).
- 1850-1852. Prodrome de paléontologie stratigraphique universelle des animaux mollusques et rayonnés fossiles. Masson, Paris. 1017 p. (3 vol.)
  - volume 1 : (on line)
  - volume 2 : (on line)
  - volume 3 : (on line)

| d'Orbigny è l'abbreviazione standard utilizzata per le specie animali descritte da Alcide Dessalines d'Orbigny. Categoria:Taxa classificati da Alcide Dessalines d'Orbigny |